# プッタタート

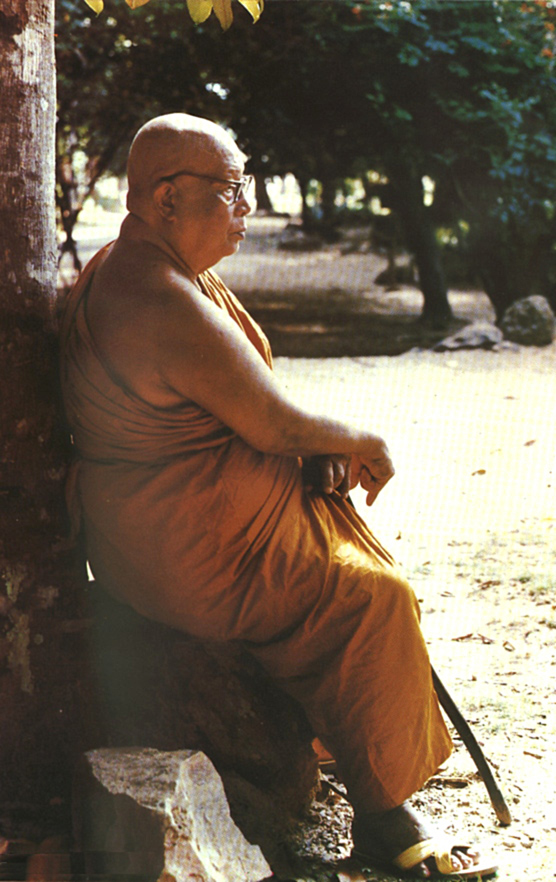
プッタタート

プッタタート比丘（英語: Putthathat Pikkhu; タイ語: พุทธทาสภิกขุ; パーリ語：Buddhadāsa Bhikkhu、1906年5月27日 - 1993年7月8日）は、タイの高名な仏教僧。パーリ語に従ってブッダダーサとも称される。
首都バンコクにて優秀な成績で仏教を修めるものの、自身の仏典解釈と伝統的な仏教教理の解釈との間にギャップがうまれ、故郷のスラートターニー県（タイ南部）に戻り、森林での冥想修行と研究をおこなう。これがスワンモーク（Suan Mokkhaphalaram の略称。Wikipediaにおける他の項目では、ワット・モーカーパララーム）と呼ばれる修行センターであり、現在でも世界の様々な地域から彼の共鳴者が出家・在家を問わず訪れ、仏教を学んでいる。
彼の著作は全集200巻を超え、英語訳されたものだけで140冊に及ぶため、その思想の全貌が明らかになっているわけではないが、彼の思想のおもな特徴は、
- 個々人の生活内での修行の実践を説いたこと
- 大乗仏教をはじめとする、他の宗教への肯定的態度を示したこと[3]
- 「仏法（仏教）社会主義（仏法共同体原理。タイ語の読みではthammik sangkhomniyom, 英語ではdhammic(buddhist) socialism：仏法に基づき、社会の利益を守る体制。社会活動で得られた余剰を社会全体のために使うこと）」を説いたこと

などである。
この革新的な思想を批判する者も現れたが、特に「仏法（仏教）社会主義」は、「開発僧（かいほつそう：タイの急激な資本主義化による森林開発等の問題に、地域主体の立場から取り組む活動のリーダー的存在となった僧侶）」などの、社会的活動を行う人々の理論や実践に、プッタタートの思想は影響を与えたことも指摘されている。 

## 生涯
以下の記述は、主に野津幸治の研究成果に依拠している。
- 1906年5月27日、タイ南部のスラートターニー県チャイヤー郡プムリエン行政村に誕生。名はグアム・パーニット。父は乾物屋を営む中国系タイ人のシエン、母はタイ人のクルアン。弟ジークーイ（のちにタンマタートと名乗り、兄を援助する）、妹キムソーイがのちに生まれる。8歳の時、地元の寺に預けられ読み書きなどを学んだあと、小学校、中学校と進学する。しかし、22年の父の他界に伴い、中学3年で学校を去って店の手伝いをし、弟がチュラーロンコーン大学で医学を学ぶ費用を捻出した。
- 1926年、ウボン寺（通称ワット・ノーク）で得度、3カ月間の予定でプムリエン寺（通称ワット・マイ）での出家生活を送る。（僧名：Phra Nayam Indapanno, タイ語の読みでは　～ Inthapanyo）以前から独学で仏教を学び教理に精通していた彼は、住職から説法を任されるようになるなど、周囲からの期待があり、また、プッタタート自身もさらに学問を続けたいという希望を強く持つことになった。弟が大学での学問を放棄して帰郷し、家業を継ぐことで兄を支えることになったため、出家生活を続行することになる。
- 1928年、バンコクにて教理研究を開始。バンコクの僧侶の実態に失望しつつも、パーリ語を習得し、教法試験（Naktham）に合格するほか、科学・英語等の学習にも取り組む。
- 1932年4月、プムリエンに帰郷。ブッダに近づこうとパーリ語の三蔵（経・律・論）を研究すればするほど、既存の解釈に賛同できず、教法試験にも不合格になったためである。弟の協力を得て、5月12日に修行のための[5]森林寺院、スワンモーク（Suan Mokkhaphalaram の略称。スワンモークとは「自由・解放の園」" The Garden of Liberation"の意）を開き、仏法の実践、教理研究と布教をすすめる。6月に起きた立憲革命（タイ）（民主革命とも）に強い影響を受けた彼は、「ブッダの召使い」という意味の「プッタタート」"Putthathat "を名乗るようになる。翌年、雑誌『仏教』を創刊。
- 1943年、修行者の増大に伴い、同じチャイヤー郡のターンナムライ寺にスワンモークを移転。ブッダへの回帰を目指し、本堂なし、修行僧は1日1食といった修行スタイルを確立する一方で、布教や社会活動のための「魂の愉悦館」「彫刻館」といった施設も、長期にわたり建設してゆく。
- 1944年、スラートターニー県布教部長となる。その後、タイのサンガ（出家者の和合集団）における役職を歴任する。
- 1947年、慧能（638～713年 唐代における禅宗中興の祖）の著作のタイ語訳に着手する。禅籍に関しては、慧能のほかに黄檗希運（？～850年頃）の著作も、英語からタイ語訳への翻訳を行っている。
- 1950年、タイ南部のボロマタートチャイヤー寺にて、ラーマ9世王の聖水注頂礼の祭主を務める。
- 1954年、ミャンマーで開催された第6回仏典結集にタイのサンガ代表団の一員として参加、法話を行う。
- 1962年、シリラート病院にて大乗仏教の空思想に関する法話を行う。以後、しばしば空思想に言及する。
- 1963年12月および1964年2月、ククリット・プラーモート（後にタイ首相）との公開討論。ククリットは空思想は在家には非現実なものとする。一方、プッタタートは仏法の実践において、出家も在家も関係ないと説く。
- 1964年（年次異説あり）、バンコクでダライ・ラマ14世に会う。
- 1967年、キリスト教神学校で、キリスト教と仏教について法話を行う。キリスト教への言及は、この後も断続的に続く。イスラム教徒、ヒンドゥー教徒、シク教徒との交流も長く続く。
- 1972年1月（年次異説あり）、ダライラマ14世、スワンモークを訪問。法話を行う。ダライラマは、チベット仏教徒にとって、テーラワーダ仏教（上座部仏教）の説くアーナーパーナサティ（ānāpāna-sati：呼吸を見つめることによる気づき）などの冥想実習が、必要であると感じていたこともあり、アーナーパーナサティに関してのクリアーな見識をもつプッタタートとの話し合いが行われた。なお、ダライラマ14世が「ナーガールジュナ（龍樹。紀元150～250年頃[6]のインドの思想家。『中論』などの著作により、空思想を説く。）」と称した[7]ジッドゥ・クリシュナムルティをプッタタートはタイに招聘しようとしたが、その試みは実現しなかった。
- 1973年11月、「仏法（仏教）社会主義 （仏法共同体原理。タイ語の読みではthammik sangkhomniyom, 英語では dhammic(buddhist) socialism）」に関する法話をスワンモークで行う。
- 1980年、マハーチュラーロンコーンラーチャウィタヤーライ大学（仏教大学）より、名誉博士号を授与される。
- 1985年、スワンモークにほど近い場所にInternational Dhamma Hermitageを創設。
- 1993年7月8日、示寂。87歳。

## 思想
以下の記述は、主に矢野秀武の研究成果に依拠する。
彼の思想は、上座仏教の思想体系全体にわたる新たな解釈を示したものである。おもな特徴として以下の4点を挙げることができる。
1. 仏典解釈の方法。彼は「ヒト語」（タイ語の読みではPaasaa khon：世俗的な用語）による解釈ではなく、「仏法語」（タイ語の読みではPaasaa tham：仏法的な用語）による解釈に基づくべきだとする。たとえば「働く」ことは、世俗的解釈では仕事を意味するが、仏法的解釈では仏法の実践を意味する。したがって一般社会で働くことも、仏法の実践である「戒・定・慧」（いわゆる「三学」。悪を行わず、心の平静・統一をはかり、真実の智慧を悟ること）につながるとする。
2. 心理主義的・現世主義的解釈の強調。たとえば「輪廻転生」は、世俗的解釈でいわれるような、死後に再び生まれ変わることではなく、「今・ここ」における個々人の心のあり方をしめした概念であるとする。また、経典についても三蔵のうち経（ブッダの言葉）を重視し、論（後世の注釈）を重視する必要はないとする。
3. 禅の影響。とくに空思想を重視し、「わたし・わたしのもの」といったとらわれから解放された状態を「涅槃」と呼ぶ。つまり「涅槃」とは、修行者のみではなく、普通の人間が得られうる状態であり、そのような瞬間が日々の修行によって徐々に常態化し、完全になっていくのだと説く。
4. 仏法（仏教）社会主義。(仏法共同体原理。タイ語の読みではthammik sangkhomniyom, 英語では dhammic(buddhist) socialism) 仏法に基づき、自己中心性を取り去った政治体制や社会を形成することを説く。現在の苦難は、人々の自己中心的なふるまいによるものであるため、自己中心性を各人が努力によって克服することで、個々人が涅槃にいたり、社会も発展するということになる。

## 実践
彼は自身の哲学を実践に応用していないという批判もあるが、仏教者としての実践の中で特に知られているものは、アーナーパーナサティ（ānāpāna-sati：呼吸を見つめることによる気づき）である。
これは彼の著作"Mindfulness with Breathing"によれば、4つの冥想対象（1.kāya カーヤ＝体、2.vedanā ヴェーダナー＝感受、すなわち快・不快・中性といった、感覚経験への心理的反応、3.citta チッタ＝心、4.dhamma ダンマ＝真理）のそれぞれに対し、4つのステップを設けた冥想である。
それぞれをごく簡単にまとめると
1. は呼吸を観察・理解し身体と心を鎮めること、
2. は呼吸の観察などの冥想を通して得られるpīti（ピーティー：喜悦、すなわち、心が清浄になることで生まれる興奮した幸福感）やsukha（スカ：安楽、pītiのような興奮のない幸福感）のありかたを知り、ヴェーダナーを鎮めること、
3. は各呼吸ごとに心の状態を観察し、心が何に執着しているのかをチェックし、それがある場合はそれから心を解放すること、
4. は呼吸の無常・不確実性を知ることにより、執着を軽減し、最終的にはすべての執着を手放すこと、

である。

## 影響・研究など

### 弟子や共鳴者
彼に直接教えを受けた僧として、タイ人のポー・チャンダサーロ比丘（通称アチャン・ポー。 Ajarn Poh：Ajarnは日本語でいう阿闍梨のこと。高位の僧侶の尊称）、アメリカ人のサンティカーロー（Santikaro）比丘が知られている。
アチャン・ポーは現在スワンモークの僧院長として修行者の指導にあたっている。サンティカーロー比丘は、プッタタートの著作の英語訳に携わり、現在はアメリカで活動を行っている。なお、タイ仏教では女性の出家（比丘尼）を正式に認めていないが、ランチュアン・イントラカムヘン（Ranjuan Intharakamhaeng）は、プッタタートの教えに基づいた著作を幾つかなしている。
また、アメリカにおける上座部仏教の礎を築いたラリー・ローゼンバーグ（Rosenberg, Larry）は、修行の上で、プッタタートのもとでの実践と彼からのアドヴァイスが極めて重要であったことを述べている。また、日本人のヴィプラティッサ（Wipulatissa）比丘（のちに三橋円寒）も、プッタタートの著作の日本語訳などを行っている。
なお、仏法社会主義（仏法共同体原理）に関して、プッタタートは次のように述べ、仏教と社会との関係を結びつけているのだが
我々の抱えている問題（苦しみ）は、単に個人的なものではなく、社会的なものである。そのため、我々は注意を問題の根源（＝社会）に向けなければならないのである。
こういった考え方のもとに活動を行う、開発僧（かいほつそう）たちは、1.貧困層の扶助及び自立、2.環境保全、3.協同組合による村おこしといった、多方面での活動がみられる。以下にプッタタートの影響が明らかなケースを示す。
タイ有数の説法師であり、体系だった社会事業を行っている僧侶、プラパヨム・カムラヤノは、スワンモークで7年間修行の後、1987年にノンタブリー近郊の森林に、スワンケアウ（蓮の園）という寺院を開いた。この寺院では現在、
1. ストリートチルドレンの保護と教育
2. 麻薬中毒者の更生
3. 末期エイズ患者の看取り
4. 被災者・リストラ者の受け入れと法律上の便宜の供与
5. 養老院運営

といった仏法に基づく「社会開発」を行っている。
スラーターニー県モタイ地区のスッターワルト寺の住職、カセアム・タンマーランシは、森林伐採による様々な弊害（モノカルチャー、干ばつ）から森林や人間の暮らしを守るため、NGOと共同で1万ライ（1ライ＝1600m2）の公有林を保護林とし、さらに寺院で育てた木を村人と植林するなどの運動を展開している。彼の活動の根底には、スワンモークでの5年間の滞在のなかで、深い感銘を受けた「ブッダは仏法（＝自然）の灯明、森は自然の灯明」という、プッタタートの教えがある。
開発僧以外でも、たとえばタイ仏教界を代表する僧侶であるパユットー（P. A. Payutto）にも、プッタタートの思想はゆるやかな形で影響を与えている。僧侶以外では、環境危機を論じるプリチャー・ピエムポンサーン（Preacha Piemphongsan）もプッタタートの影響を強く受け、仏教経済学、緑の哲学について論じている。

### 批判者
彼の批判者として、「生涯」の項にあげたククリット・プラーモートが挙げられる。すなわち、プッタタートの説く「空」の達成によって、社会や国家に対する関心を人々が失うことは、国家の安全にとって脅威であるという批判である。これに対しプッタタートは、人々が「空」に達するなら、自己中心主義による混乱を取り除くことになり、社会的達成はより効果的に遂げられる、と答えた。
また、伝統的なタイの僧侶であるプラ・ティップパリンヤーは、『ヒマラヤの爆発』という本の中で、プッタタートの教えは、ブッダに対する尊敬を失わせ、その教えに従わないよう、人々を導こうとするものである、と批判した。それは、プッタタートが法話の中で、三宝（仏・法・僧）は涅槃への到達を妨げるヒマラヤのようなものであるとし、また、「一切智」の意味を「ブッダがすべてを知っていること」ではないとしたことに対してのものであった。彼はサンガの大長老会議に、プッタタートを審議すべきであるという提案も行ったが、会議メンバーでは法話の内容に理解を示し、それ以上問題になることはなかった。
後者の例からも明らかなように、プッタタートが伝統的な教理に批判を加えても、サンガから追放などの目に遭わなかったのは、サンガや政府の上層部（「猊下」と呼ばれる最高位のクラスの僧侶、そして首相や高等裁判所長官クラスの政治家）に、プッタタートの支持者が存在したからである。加えて彼は、既存の経典解釈を改めるよう、サンガに働きかけるなどの仏教改革運動を行なわず、また、さまざまな批判に対して強く反論する態度をとらなかったことも挙げられよう。さらにタイのサンガの無思想的体質もその一因として指摘されている。

### 研究者
プッタタートは多くの研究者たちの研究対象になった点でも、タイの僧侶の中で際立った存在である。その一部を以下に示すと、スウェアラー（Swearer, Donald K.）による著作の英語訳等を通した欧米へのプッタタートの紹介や、プッタタートの思想の特徴を「実存主義的解釈学」と論じたガボード（Gabaude, Louis）、ジャクソン（Jackson, Peter A.）による近代合理主義・民主化からの視点、スワンナー（Suwanna, Satha-Anan）による大乗仏教、特に禅からの視点、そして仏法社会主義に対し、実践への応用がないことなどへの批判的研究といったアプローチがある。
日本のアカデミズムがプッタタートを採りあげたのは、藤吉慈海（1915～1993年）がおそらく最初であろう。彼はアーナーパーナサティに関する簡単な紹介を行った。その後、人類学や社会学、宗教学などの諸分野からのアプローチがみられる。研究者を五十音順で挙げれば、浅見靖仁、伊藤友美、野津幸治、森部一、矢野秀武らが論文などを発表し、プッタタートの生涯、その思想の特色、影響および日本仏教との比較といった試みがなされている。

### その他
曽我逸郎がプッタタートの著作（英語訳）の日本語訳をインターネット上で公表し、詳細な考察を加えている。また、石井美惠子はプッタタートとその関係者の著作類を、タイ語から直接日本語に翻訳している。

## 関連人物
- サンティカーロー
- ランチュアン・イントラカムヘン
- ラリー・ローゼンバーグ
- ダライ・ラマ
- ジッドゥ・クリシュナムルティ
- ヴィプラティッサ（三橋円寒）
- 野津幸治
- 伊藤友美 (学者)
- 矢野秀武
- 森部一
- 浅見靖仁
- 石井美惠子

### 本項目で言及されたサイト
- スワンモーク
- 曽我逸郎のサイト（「小論集」2003,12,27ほかを参照）

### 日本語によるプッタタート比丘の生き方と講義、著作等の紹介
- プッタタート比丘

### インターネット上で閲覧可能な著作(英語訳のみ)
- Handbook for Mankind
- Mindfulness With Breathing: Unveiling the Secrets of Life - A Manual for Serious Beginners ISBN 0-86171-111-4.
- 上記2点以外の著作、約20点を掲載するサイト
- 上記約20点以外の著作も掲載するサイト